# Бакстер (Тенеси)
Бакстер (енгл. Baxter) град је у америчкој савезној држави Тенеси.

## Демографија
По попису из 2010. године број становника је 1.365, што је 86 (6,7%) становника више него 2000. године.
| Група             | 2000.         | 2010.         |
| Белци             | 1.241 (97,0%) | 1.309 (95,9%) |
| Афроамериканци    | 0 (0,0%)      | 4 (0,3%)      |
| Азијати           | 0 (0,0%)      | 14 (1,0%)     |
| Хиспаноамериканци | 22 (1,7%)     | 24 (1,8%)     |
| Укупно            | 1.279         | 1.365         |